# Aleksander Ignacy Wielopolski
Markrabě Aleksander Ignacy Jan Kanty Wielopolski (13. března 1803, Sędziejowice, Krakovský department, Varšavské vévodství – 30. prosince 1877, Drážďany, Saské království, Německá říše) byl polský aristokrat, vlastník velkostatků a 13. pán panství Pinczów. V roce 1862 byl jmenován carem Alexandrem II. šéfem Polské civilní správy v rámci Ruské říše.

## Vzdělání a raná kariéra
Wielopolski se vzdělával ve Vídni, Varšavě, Paříži a Göttingenu. V roce 1830 byl zvolen členem Polského sejmu za konzervativní stranu. Na začátku Listopadového povstání roku 1831 byl vyslán do Londýna, aby získal pomoc nebo přinejmenším zprostředkování Anglie, ale jediným výsledkem této mise byl pamflet Mémoire présenté à Lord Palmerston (Varšava, 1831). Po zhroucení povstání odešel do emigrace a po svém návratu do Polska se věnoval pouze literatuře a péči o své statky.
Při příležitosti Haličského povstání roku 1846, když haličští sedláci zmasakrovali několik stovek polských vlastníků půdy, povstání obecně připisované machinacím rakouské vlády, Wielopolski napsal Lettre d'un gentilhomme polonais au prince de Metternich (Brusel, 1846), který byl ve své době velkou senzací, a ve kterém se pokoušel ukázat, že rakouský dvůr jednal při této události ve shodě s Rusy.

## Národní politik
V roce 1861 byl Wielopolski jmenován presidentem komise veřejných prací a spravedlnosti a následně presidentem státní rady. Návštěva ruského hlavního města v listopadu dále prohloubila jeho vliv a v roce 1862 byl jmenován zástupcem velkoknížete Konstantina, který byl jmenován polským vicekrálem.
Wielopolski byl konservativní a proruský, byl zastáncem znovuzískání autonomie Polska takové, jaká bývala před rokem 1830 a zastával se emancipace Židů. Provedl vzdělávací reformy, navýšil počet škol s polským jazykem a založil varšavskou Hlavní školu (Szkoła Główna, dnešní Varšavská univerzita). Uzákonil reformu bankovního systému a konzervativní pozemkovou reformu (směrem ke většímu stupni nájmu půdy spíše než nevolnictví).
Cítil, že těžká vnitřní a mezinárodní situace Ruské říše by mohla přinutit carskou správu k jistým ústupkům polské šlechtě. Na druhou stranu, polská šlechta by měla – dle jeho názoru – přijmout carskou vládu a stát se částí politického života říše místo volání po nezávislosti.
Původně byla motivace pro tento projekt spojena s dobou okolo roku 1815, když car Alexandr I. podepsal ústavu Polského království a i učinil slib o rozšíření svobod na části Polsko-litevského společenství, které bylo přímo začleněno do Ruska (Zabrané země). Nakonec se Wielopolski takových myšlenek vzdal a navrhl místo nich: formální odsouzení Listopadového povstání a přijetí trvalé vlády Romanovské dynastie nad Polskem, očekávaje od cara na oplátku obnovu polských svobod, polonezávislé vlády, omezení cenzury a uzavření ruských vojenských soudů. Jeho návrh byl odmítnut a car rozhodl učinit různé omezené ústupky až tehdy, když bylo pozdě a ulice Varšavy se zbarvily krví: „Žádná ústava, žádná polská armáda, nic jako politická autonomie; místo toho správní svobody s nominacemi pro Poláky, Rusy nevyjímaje.“
Wielopolski věděl o tom, že dopředu se dere vřelá touha Poláků po nezávislosti, něco, čemu se chtěl vyhnout za každou cenu. Ve snaze vykolejit Polské národní hnutí, zorganizoval odvody mladých polských aktivistů do Ruské armády (pro 20letou službu). Toto rozhodnutí vyprovokovalo Lednové povstání roku 1863, tedy přesně to, čemu se Wielopolski pokusil vyhnout.
Během nejohnivějších dní povstání Wielopolski požádal o dvouměsíční dovolenou, v čemž mu velkokníže vyhověl začátkem července 1863 a dne 16. července Wielopolski opustil Varšavu a zamířil na sever. Oficiálně cestoval do lázní na ostrově Rujána, ale ve skutečnosti si vybral emigraci a natrvalo opustil zemi. Usadil se v Drážďanech (Sasko), kde o 14 let později zemřel. Jeho tělo bylo nicméně přeneseno do rodného Polska. Je pohřben v kryptě kostel svaté Ducha v obci Młodzawy Małe.